# سايني نياسي
سايني نياسي (بالإنجليزية: Sainey Nyassi)‏ (31 يناير 1989 في غامبيا - ) هو لاعب كرة قدم غامبي في مركز الوسط. شارك مع منتخب غامبيا تحت 17 سنة لكرة القدم ومنتخب غامبيا تحت 20 سنة لكرة القدم ومنتخب غامبيا لكرة القدم. أما مع النوادي، فقد لعب مع دي.سي. يونايتد ونادي روفانييمن بالوسورا ونيو إنجلاند ريفولوشن ونادي ادمونتون وGambia Ports Authority FC ‏.

## روابط خارجية
- سايني نياسي على موقع الدوري الأمريكي (الإنجليزية)
- سايني نياسي على موقع قاعدة بيانات كرة القدم.إي يو (الإنجليزية)
- سايني نياسي على موقع ناشيونال فوتبول تيمز (الإنجليزية)
- سايني نياسي على موقع عالم كرة القدم.نت (الإنجليزية)